# اسلوبودان ژیوویینوویچ
 سلوبودان ژیووجینویچ (سیریلیک صربی: Слободан Живојиновић؛ زاده ۲۳ ژوئیهٔ ۱۹۶۳) یک تنیس‌باز اهل صربستان است. 